# عبد الله الأمين
عبد الله محمد الأمين (30 تشرين الأول 1946 - 23 كانون الثاني 2023) كاتب وسياسي لبناني شغل منصب وزير العمل، عضو في البرلمان اللبناني، وأمين قطري سابق لحزب البعث العربي الاشتراكي اللبناني.

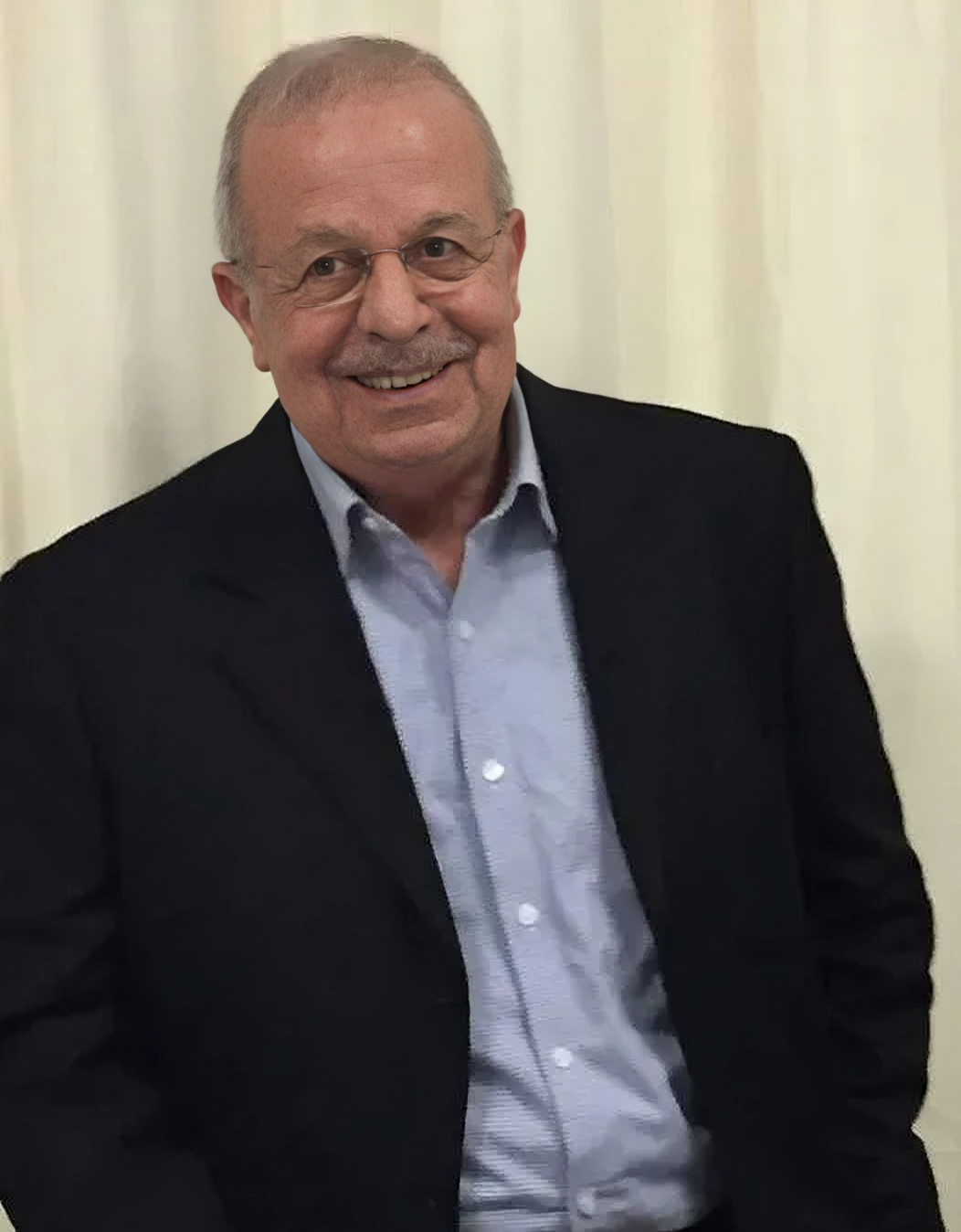
عبد الله الأمين وزير سابق للعمل وعضو مجلس النواب وزعيم حزب البعث اللبناني

## الحياة والتعليم
وُلِد عبدالله في 30 تشرين الأول 1946 لعائلة الأمين السادة المعروفة في الصوانة، لبنان. كان ابن محمد الأمين، مالك الأراضي. تلقى الأمين تعليمه في مدرسة في تبنين في جنوب لبنان، ثم حصل على إجازة في الأدب العربي من الجامعة اللبنانية. بعد تخرجه عمل الأمين مدرساً وكاتباً قبل دخوله إلى عالم السياسة.

## المسيرة السياسية
انضم الأمين إلى حزب البعث في سنواته الأولى، وترقى في الرتب مع مرور الوقت، وتحالف مع الفصيل الموالي لسوريا بدلاً من الفصيل الموالي للعراق. وقد أثر هذا التوجه على مسيرته السياسية، وشكل علاقاته داخل الحزب ووجه السياسات والمواقف التي دعمها. وكان للأمين علاقة قوية ومؤثرة مع حافظ الأسد، رئيس سوريا آنذاك. ساهم هذا التحالف في تعزيز مكانته داخل الحزب. ودعم الأمين سياسات الأسد، وساهم في تنفيذ العديد من المبادرات المتوافقة مع المصالح السورية. وقد مكنته هذه العلاقة الوثيقة من الحصول على دعم سياسي كبير، ولكنها جعلته أيضًا هدفًا لانتقادات من فصائل أخرى داخل الحزب عارضت النفوذ السوري. 
أصبح الأمين أميناً قطرياً لحزب البعث اللبناني في العام 1989 وحتى العام 1993. انتخب نائباً عن منطقة بنت جبيل وتولى منصب وزير العمل من عام 1992 حتى عام 1995.  

## الأيديولوجية السياسية
كان لدى عبد الله الأمين أيديولوجية سياسية متوافقة بشكل وثيق مع حزب البعث العربي الاشتراكي، الذي يؤكد على الوحدة العربية والاشتراكية. ومن خلال دعمه لحافظ الأسد، أيد الأمين سياسات عززت النفوذ السوري في المنطقة وعززت الوحدة العربية. إن تحالف الأمين مع أيديولوجية حزب البعث يعكس أيضًا التزامًا بتوحيد الدول العربية تحت إطار سياسي واقتصادي واحد. وكان دعمه لنظام الأسد نابعا من رؤية مشتركة حول الهوية العربية القوية والمقاومة ضد التأثيرات الخارجية. ولم يؤثر هذا الإطار الأيديولوجي على تصرفاته السياسية فحسب، بل أثر أيضاً على الديناميكيات الأوسع في المنطقة، حيث سعى حزب البعث إلى تعزيز أجندة عربية مشتركة. ومع ذلك، أدت تعقيدات السياسة الإقليمية إلى نشوء التوترات، وخاصة مع الجماعات التي دعت إلى أشكال مختلفة من الحكم أو عارضت الهيمنة السورية في لبنان . 
كان الأمين معروفًا بآرائه السياسية اليسارية ودعمه للقضية الفلسطينية. وكان منتقدًا صريحًا لمعاملة إسرائيل للشعب الفلسطيني وعمل على رفع الوعي بالوضع. كان معروفًا بمواقفه المبدئية تجاه مجموعة من القضايا السياسية.

## كتب
بالإضافة إلى عمله السياسي، كان عبدالله الأمين كاتبًا أيضًا. تناولت كتبه ومقالاته مجموعة واسعة من المواضيع، من السياسة والمجتمع إلى الأدب والثقافة. تميزت كتاباته بالالتزام بالعدالة الاجتماعية والرغبة في استخدام منصته لرفع مستوى الوعي بالقضايا التي تواجه بلاده وشعبه.
نشر عبد الله كتابين سياسيين في حياته: "لماذا لبنان؟"  و"وطن فوق صفيح ساخن"  ، حيث يناقشان السياسة والفلسفة في سياق لبنان، ويحللان التحديات السياسية والاجتماعية التي تواجه البلاد، ويقدمان رؤى نقدية حول الوضع السياسي في المنطقة وتأثيره على الهوية الوطنية.

## عائلة
لدى عبدالله ولدان وبنت. ابنه الأول، زياد، هو مصرفي في الشرق الأوسط. ابنه الثاني، محمد، هو شخصية خاضعة لعقوبات أمريكية بسبب علاقاته المزعومة مع حزب الله .   

## موت
تميزت المسيرة السياسية للسيد عبد الله الأمين بالعديد من الجدل. نجا من ثلاث محاولات اغتيال، يزعم أن منافسيه هم من دبروها. وكانت المحاولتان الأوليتان عبارة عن وضع سيارة مفخخة تحت منزله، في حين كانت المحاولة الثالثة عبارة عن تفجير موكبه.
توفي عبدالله الأمين في 23 يناير 2023 بعد صراع مع المرض وأشهر من العلاج في مستشفى الجامعة الأمريكية. 